# Eugeniu Cebotaru
Eugeniu Cebotaru (sinh ngày 16 tháng 10 năm 1984) là một cầu thủ bóng đá người Moldova thi đấu cho Academica Clinceni và Đội tuyển bóng đá quốc gia Moldova. Anh cũng mang quốc tịch Nga (với tên Yevgeni Sergeyevich Chebotaru, tiếng Nga: Евгений Сергеевич Чеботару).

## Sự nghiệp quốc tế

### Bàn thắng quốc tế
Tỉ số và kết quả liệt kê bàn thắng của Moldova trước.
| #  | Ngày                | Địa điểm                               | Đối thủ | Tỉ số | Kết quả | Giải đấu            |
| -- | ------------------- | -------------------------------------- | ------- | ----- | ------- | ------------------- |
| 1. | 9 tháng 10 năm 2015 | Sân vận động Zimbru, Chișinău, Moldova | Nga     | 1–2   | 1–2     | Vòng loại Euro 2016 |

## Danh hiệu
FC Zimbru Chişinău
- Cúp bóng đá Moldova: 2003–04

FC Ceahlăul Piatra Neamț
- Romanian Second League: 2008–09, 2010–11